# Diploglossidae
Diploglossidae — семейство чешуйчатых из подотряда веретеницеобразных.
Обитают в Америке. Раньше они считались подсемейством Anguidae, но генетические данные показали, что они менее тесно связаны с другими членами Anguidae, чем Anniellidae.
Большинство Diploglossidae крупные ящерицы с нормальными пропорциями и развитыми конечностями. Внешне они напоминают сцинков и из-за яркой окраски часто считаются ядовитыми. Они не ядовиты и обитают на суше.

## Классификация
На июнь 2024 семейство включает следующие роды:
- Advenus Schools & Hedges, 2021
- Caribicus Schools & Hedges, 2021
- Celestus Gray, 1838
- Comptus Schools & Hedges, 2021
- Diploglossus Wiegmann, 1834
- Guarocuyus Landestoy, Schools & Hedges, 2022
- Mesoamericus Schools & Hedges, 2021
- Ophiodes Wagler, 1828
- Panolopus Cope, 1861
- Sauresia Gray, 1852
- Siderolamprus Cope, 1860